# America (filme)
America é um filme de drama porto-riquenho de 2011 dirigido e escrito por Sonia Fritz. Foi selecionado como representante de Porto Rico à edição do Oscar 2012, organizada pela Academia de Artes e Ciências Cinematográficas.

## Elenco
- Lymari Nadal - America
- Yancey Arias - Correa
- Yareli Arizmendi - Maria
- Talia Rothenberg - Rosalinda
- Marisé Alvarez - Elena
- Teresa Hernández - Paulina